# Notolomatia oreophila
Notolomatia oreophila är en tvåvingeart som först beskrevs av Hesse 1956.  Notolomatia oreophila ingår i släktet Notolomatia och familjen svävflugor. Inga underarter finns listade i Catalogue of Life.